# Peter Scholl-Latour

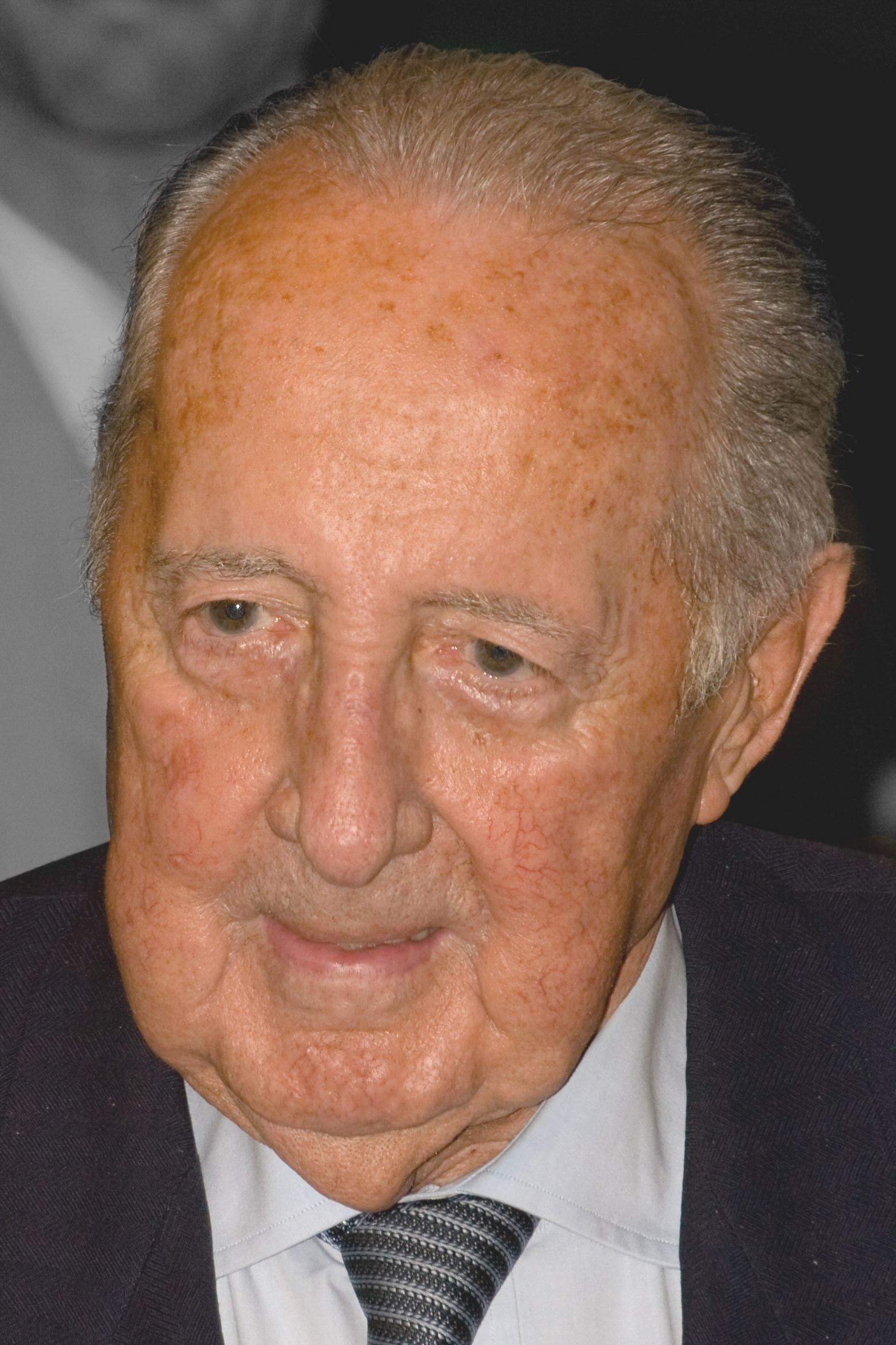
Peter Scholl-Latour (2008)

Peter Scholl-Latour (Bochum, 9 maart 1924 - Rhöndorf, 16 augustus 2014) was een Duits-Franse journalist, correspondent en schrijver. Hij werd bekend met het boek "Tod im Reisfeld" over de oorlog in Zuidoost-Azië en als begeleider van ayatollah Khomeini bij diens reis van Parijs naar Teheran in 1978. Met zijn analyses en commentaren heeft hij een beduidende invloed gehad op de politieke meningsvorming in Duitsland.

## Jeugd en opleiding
Scholl-Latour werd als zoon van een arts geboren en katholiek gedoopt. In 1936 werd hij als 14-jarige door zijn ouders naar het St. Michael-college in het Zwitserse Freiburg gestuurd. Wegens zijn Joodse moeder gold hij onder de rassenwetten van Neurenberg als "Mischling 1. grades" beschouwd. Omdat in 1940 het uitvoeren van valuta werd verboden, moest hij naar Duitsland terugkeren, waar hij aan het Wilhelmsgymnasium in Kassel in 1943 zijn abitur behaalde.
In zijn autobiografie Leben mit Frankreich – Stationen eines halben Jahrhunderts vertelt Scholl-Latour hoe hij zich na de bevrijding van Frankrijk bij de Vrije Fransen wou aansluiten. Omdat zijn poging naar het bevrijde Frankrijk te reizen bij Metz mislukte, nam hij zich voor zich bij de Partizanen van Tito aan te sluiten. In de Steiermark werd hij gearresteerd en belandde in Gestapo-gevangenissen in Graz, Wenen en Praag. Tijdens zijn gevangenschap liep hij vlektyphus op en beleefde het einde van Nazi-Duitsland in het ziekenhuis.
Na zijn genezing meldde Scholl-Latour zich als vrijwilliger bij het Commando Ponchardier, een parachutisten-eenheid die actief was in Indochina. Vanaf 1948 studeerde hij aan de Johannes Gutenberg Universiteit in Mainz en de Sorbonne eerst geneeskunde en daarna filologie en politicologie. In 1950 verwierf hij de Licence dès lettres en in 1951 de Diplôme des Sciences Politiques aan de Institut d’études politiques de Paris. In 1956 studeerde hij af aan de Sorbonne met een proefschrift over Rudolf G. Binding.
- Bibsys: 90174789
- Biblioteca Nacional de España: XX1079470
- Bibliothèque nationale de France: cb11887533c (data)
- Catàleg d'autoritats de noms i títols de Catalunya: 981058517728106706
- CiNii: DA04963069
- Gemeinsame Normdatei: 118841513
- International Standard Name Identifier: 0000 0001 1064 895X
- Library of Congress Control Number: n81141724
- Nationale Bibliotheek van Letland: 000222481
- MusicBrainz: 0ee13266-bf70-4fbe-b358-fc0e88d7f71d
- Bibliotheek van het Japanse parlement: 00455714
- Nationale Bibliotheek van Tsjechië: kup19960000088242
- Nationale Bibliotheek van Israël: 987007267886505171
- Nationale Bibliotheek van Polen: a0000002914581
- Nationale en Universitaire bibliotheek Zagreb: 000141553
- Nederlandse Thesaurus van Auteursnamen: 068451172
- Système universitaire de documentation: 026670720
- Trove: 879751
- Virtual International Authority File: 59289356
- WorldCat: E39PBJw8VQDFXbxwXYm73TcHG3